# MISTY HEARTBREAK
「MISTY HEARTBREAK」（ミスティー・ハートブレイク）は、日本の音楽ユニット、accessの7枚目のシングルで、同シングルの表題曲である。1994年4月27日に発売された。発売元はファンハウス。本項目では、表題曲のリミックス版を収録したリミックスシングル「MISTY HEARTBREAK Re-SYNC STYLE」についても記述する。

## 概要
表題曲は、テレビ東京系アニメ『ジャングルの王者ターちゃん♡』の2代目エンディングテーマ（第27話から第38話）に起用され、エンディングアニメーションには同曲のミュージック・ビデオが使用されている。
9枚目のシングル「DRASTIC MERMAID」、4枚目のシングル「MOONSHINE DANCE」に次ぐ25.6万枚の売上を記録。

## 収録曲
※カッコ（）内は、JASRAC作品データベース検索サービスに登録されている作者
1. MISTY HEARTBREAK
  - 作詞/作曲/編曲：AXS （作詞：貴水博之、作曲：浅倉大介）
  - 1994年1月、スタジオ・アルバム『DELICATE PLANET』のレコーディングを開始した直後に出来上がった[4]。同アルバムには、リチャード・ジェームス・バージェス（Richard James Burgess）がミックスを手掛けた「West Side Mix」として収録されている。
  - 楽曲のテーマは「これまでのaccessから『DELICATE PLANET』までの架け橋」[4]「自分ではコントロールできない程の激しい感情」「生々しい失恋」[5]としている。
2. STONED MERGE
  - 作詞/作曲/編曲：AXS （作詞：貴水博之、作曲：浅倉大介）
  - 曲名は「石が溶け合う様な映像にも似た融合」「感情の海溝での男と女の融合」をイメージした造語である[4]。
  - 楽曲全体の構成・サウンド面共に「有機質と無機質の融合」を試みている[4]。
  - コーラスは、ヴォーカル担当の貴水博之のファルセットをメインに使用している[4]。
3. 夢を見たいから (Instrumental Mix)
  - 作詞/作曲/編曲：AXS （作詞：貴水博之、作曲：浅倉大介）

## MISTY HEARTBREAK Re-SYNC STYLE
「MISTY HEARTBREAK Re-SYNC STYLE」（ミスティー・ハートブレイク リシンク スタイル）とは、日本の音楽ユニット、accessの1枚目のリミックスシングルである。1994年5月8日に発売された。発売元はファンハウス。
キーボード担当浅倉大介とレコーディング・エンジニア大里正毅によるユニット、SCAPEGOAT2がリミックスを手掛けた。
リミックスシングルでは自己最高の9.2万枚の売上を記録した。。

### 収録曲
1. MISTY HEARTBREAK (ORIGINAL 7")
  - 作詞/作曲/編曲：AXS
2. MISTY HEARTBREAK (MUTATION Re-SYNC STYLE)
  - Remixed by SCAPEGOAT2
3. MISTY HEARTBREAK (YES!! COOL Re-SYNC STYLE)
  - Remixed by SCAPEGOAT2
4. MISTY HEARTBREAK (ROUGH PLANET Re-SYNC STYLE)
  - Remixed by SCAPEGOAT2